# Pierre Péan

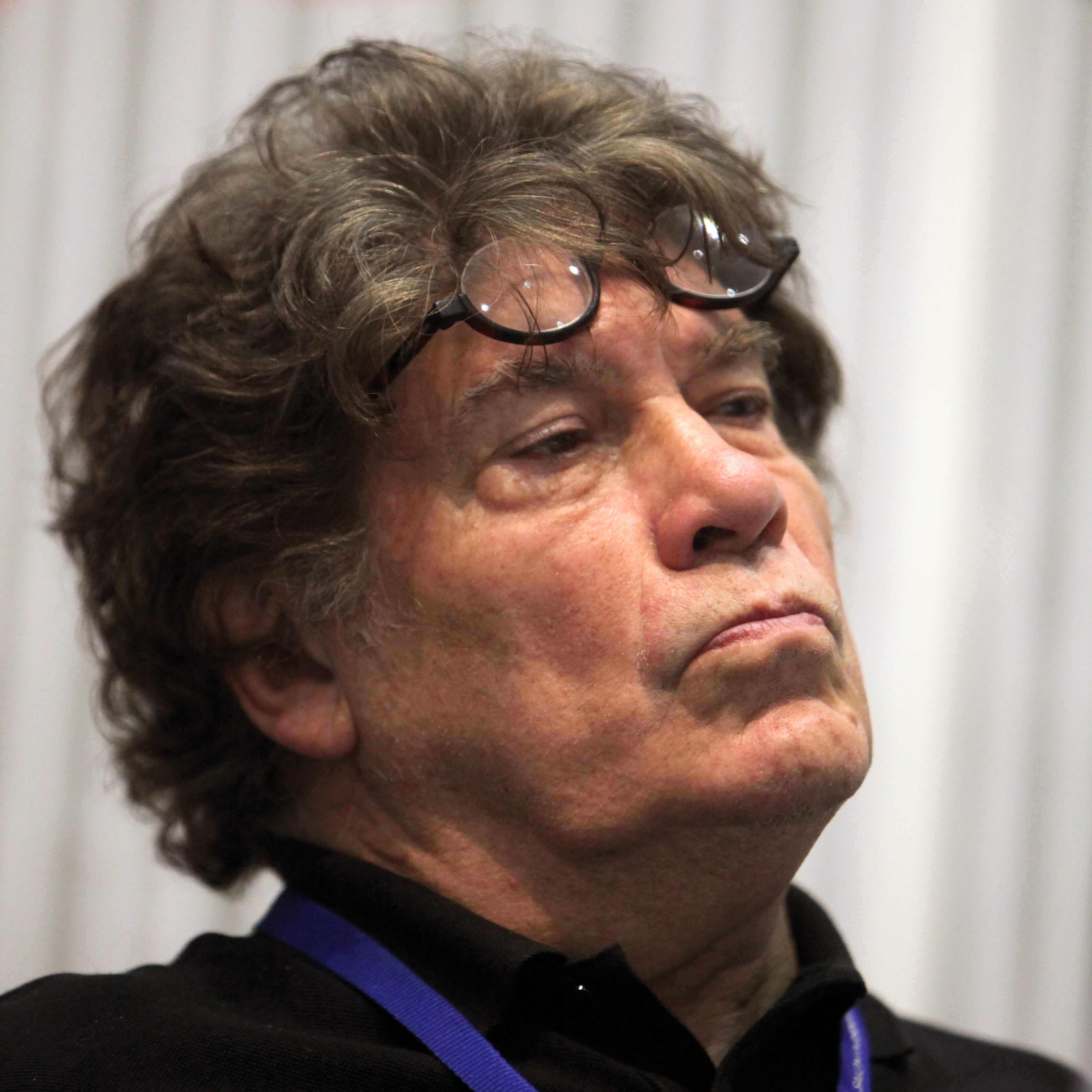
Pierre Péan (2011)

Pierre Péan (* 5. März 1938 in Sablé-sur-Sarthe, Département Sarthe; † 25. Juli 2019) war ein französischer Journalist und Autor mehrerer Bücher, die politische Skandale zum Gegenstand haben.

## Publikationen
1982 beschrieb Péan in Les Deux Bombes (comment la France a donné la bombe à Israël et à l’Irak), wie Frankreich Israel Atomwaffenprogramm unterstützte. 1990 beschrieb er in seinem Werk L’Homme de l’ombre (‚Mann der Schatten‘) den Politiker Jacques Foccart. 1994 veröffentlichte er Une jeunesse française: François Mitterrand (‚Eine französische Jugend: François Mitterrand‘), eine Beschreibung des Lebens von François Mitterrand von 1934 bis 1947. Sie  behandelt die Zeit, in der Mitterrand mit dem Vichy-Regime sympathisiert hatte, bevor er 1943 in die Résistance eintrat. Das Buch wurde ein Bestseller.
In Manipulations Africaines (‚Afrikanische Manipulationen‘) aus dem Jahre 2001 beschreibt er den UTA-Flug 772: Ein Flugzeug stürzte am 19. September 1989 aufgrund eines Bombenanschlags im Niger ab. Im Jahre 2003 veröffentlichte Pierre Péan das Buch La Face cachée du Monde (‚Das verborgene Gesicht des Le Monde‘). 2005 veröffentlichte er Noires fureurs, blancs menteurs. Ruanda, 1990–1994 (‚Schwarze Furien, weiße Lügner. Ruanda, 1990–1994‘), das den Genozid in Ruanda zum Thema hatte.